# Las Męczenników
Las Męczenników (hebr. יער הקדושים - Ja'ar ha-Kedoszim) – Las koło Beit Meir w okolicach Jerozolimy. 
W roku 1951 zasadzono w nim 6 milionów drzew, symbolizujących taką liczbę ofiar Holocaustu. 
Na polanie pośrodku lasu wzniesiono w roku 1971 pomnik „Zwój Ognia”, dzieło Natana Rapaporta. Pomnik w formie dwóch zwojów Tory przedstawia sceny z Pięcioksięgu oraz odnoszące się do Diaspory, Holokaustu, powstania współczesnego państwa Izrael i jego dziejów aż do wojny sześciodniowej.

## Upamiętnienie ofiar zbrodni katyńskiej
W 1994 roku staraniem Rodziny Katyńskiej w Izraelu w Lesie Męczenników posadzono 1000 drzewek tworzących tzw. Lasek Katyński, mający upamiętniać oficerów Żydów zamordowanych w Katyniu, Charkowie i Miednoje, ofiary zbrodni katyńskiej. 16 października 1994 roku w Lesie Męczenników odbyło się uroczyste odsłonięcie kamienia z tablicą pamiątkową, na której znajduje się napis w języku hebrajskim: Ku pamięci setek Żydów, oficerów Wojska Polskiego, internowanych w obozach Kozielsk, Starobielsk, Ostaszków, zamordowanych przez NKWD w kwietniu–maju 1940. Rodzina Katyńska.
W uroczystości odsłonięcia tablicy wzięli udział członkowie Rodziny Katyńskiej w Izraelu, przewodniczący Knesetu prof. Szewach Weiss, przedstawiciele ambasady Rzeczypospolitej Polskiej i organizacji kombatanckich w Izraelu.

## Galeria

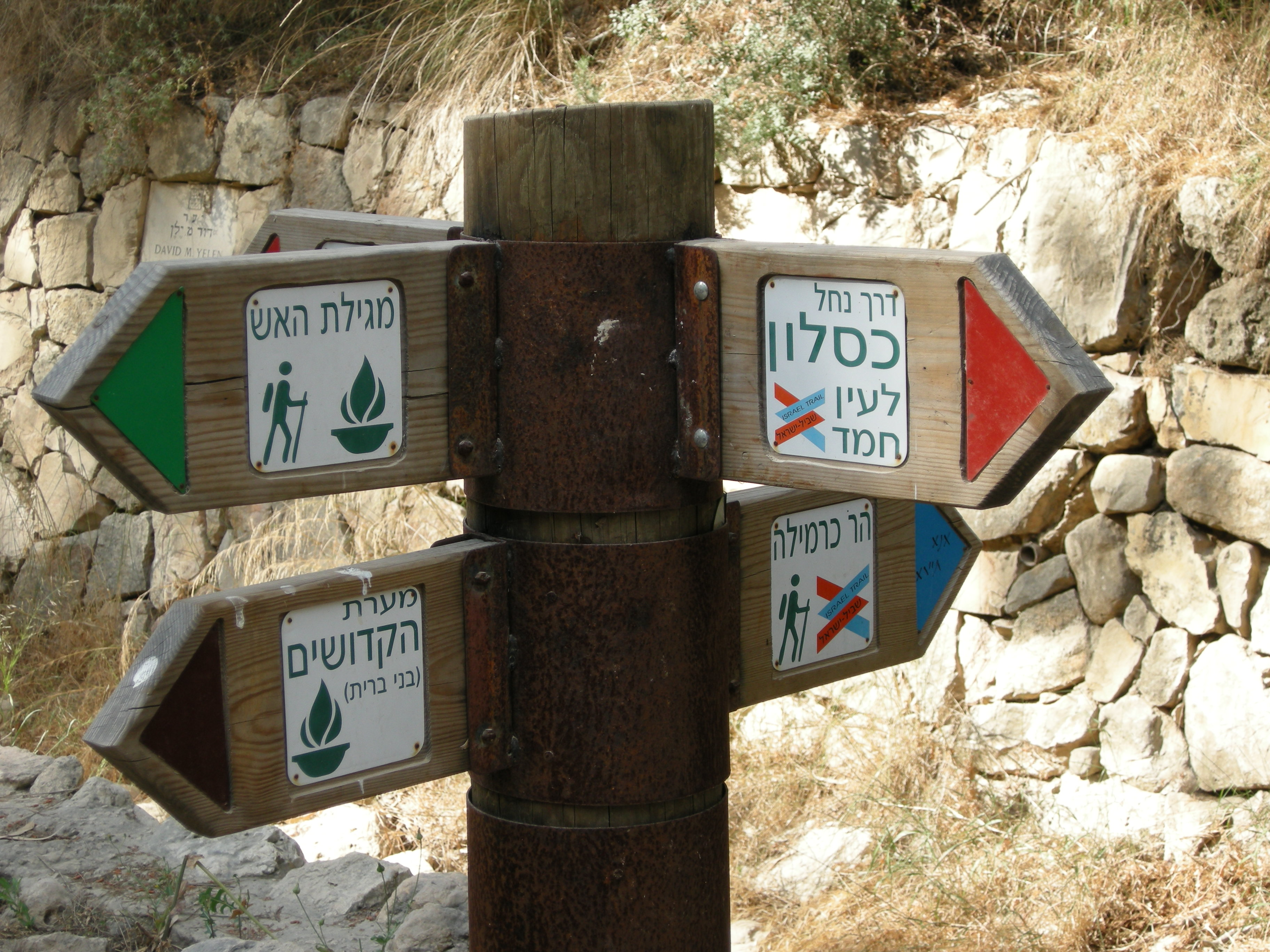
Kierunkowskazy
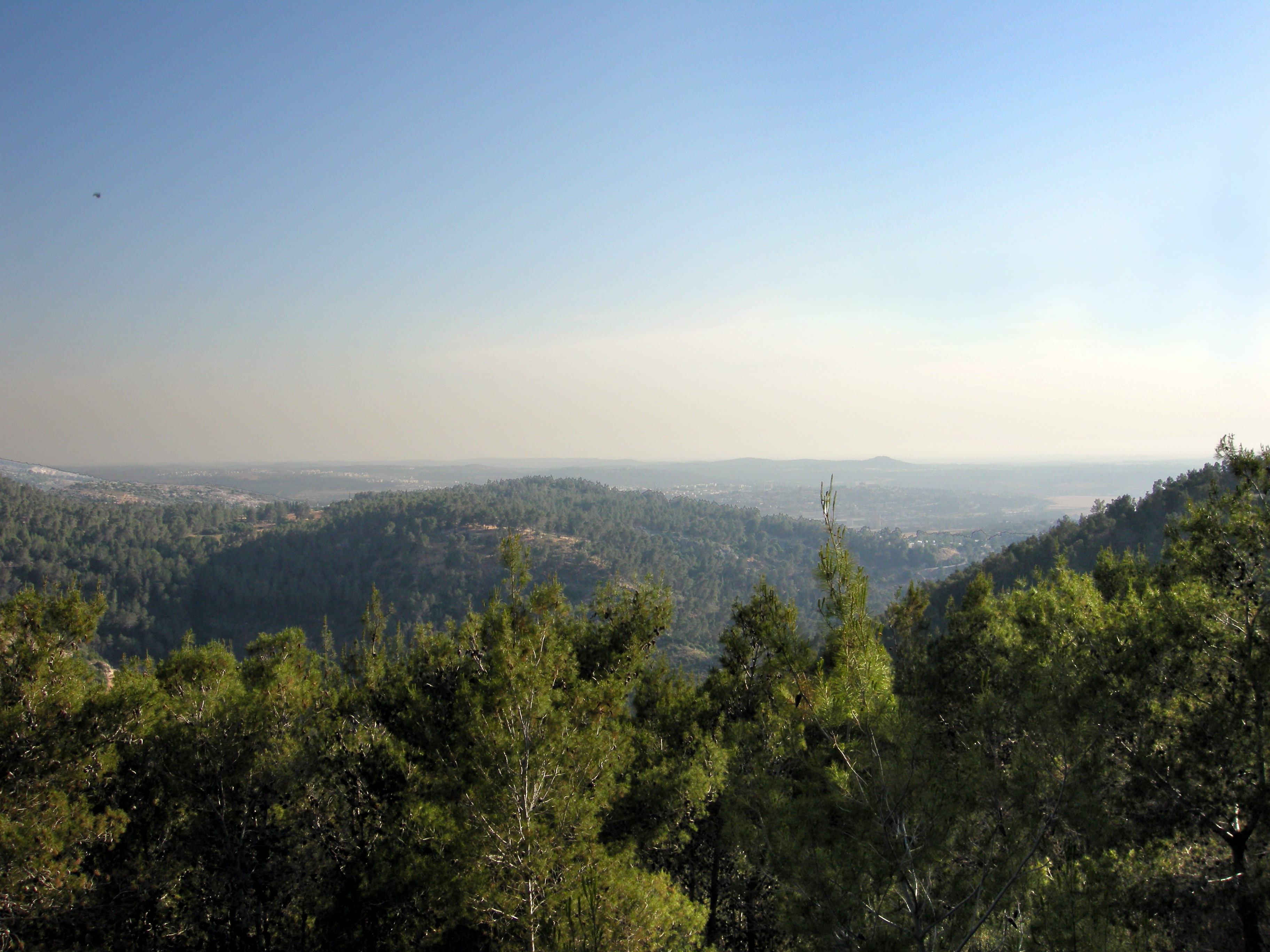
Las Męczenników
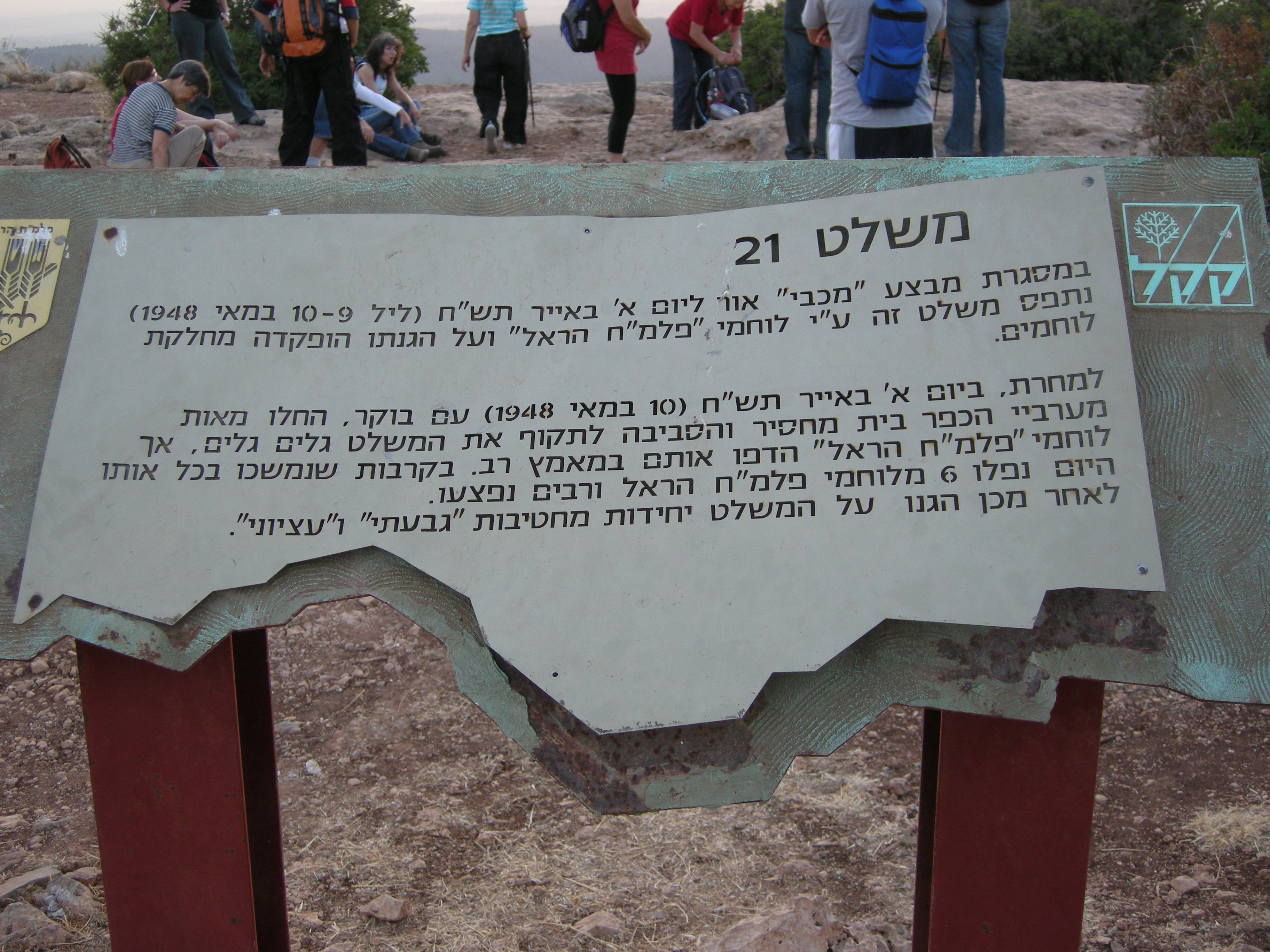
Tablica informacyjna